# Municipio de Otter Creek (condado de Lucas)
El municipio de Otter Creek (en inglés: Otter Creek Township) es un municipio ubicado en el condado de Lucas en el estado estadounidense de Iowa. En el año 2010 tenía una población de 239 habitantes y una densidad poblacional de 2,55 personas por km².

## Geografía
El municipio de Otter Creek se encuentra ubicado en las coordenadas 41°7′25″N 93°29′33″O / 41.12361, -93.49250. Según la Oficina del Censo de los Estados Unidos, el municipio tiene una superficie total de 93.86 km², de la cual 93,85 km² corresponden a tierra firme y (0 %) 0 km² es agua.

## Demografía
Según el censo de 2010, había 239 personas residiendo en el municipio de Otter Creek. La densidad de población era de 2,55 hab./km². De los 239 habitantes, el municipio de Otter Creek estaba compuesto por el 100 % blancos. Del total de la población el 0 % eran hispanos o latinos de cualquier raza.